# Provincia Brescia
Brescia este o provincie în regiunea Lombardia în Italia.